# 中国2010年上海世界博览会瑞典馆
中国2010年上海世界博览会瑞典馆是2010年上海世博会上代表瑞典的展馆，位于世博园区C片区，占地面积3000平方米。瑞典馆的主题是“创新之光”，而吉祥物则是瑞典儿童畅销书《长袜子皮皮》中的主角皮皮。
瑞典馆由4个立方体建筑体组合而成，其中入口的立方体使用胶合木制成，而其他3个则是由钢筋水泥制成，以展示城市与森林的融合。在建筑的外墙上还会显示出瑞典首都斯德哥尔摩的地图。而在展馆内部，还会有一个秋千和一个巨大的滑梯。通过滑梯，可以从展馆的二楼滑到一楼。

## 外部链接

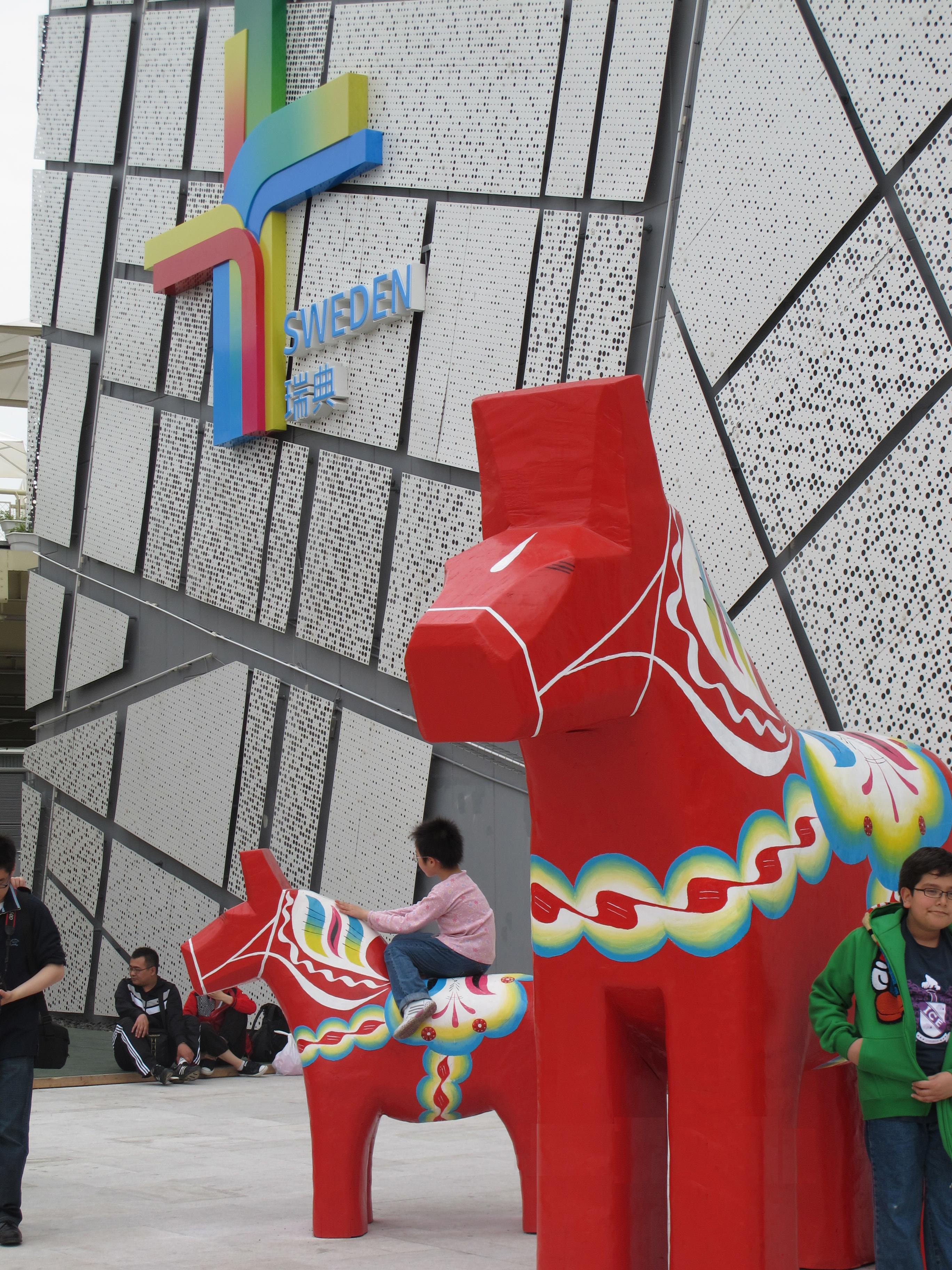